# Sardinella janeiro
Sardinella janeiro és una espècie de peix de la família dels clupeids i de l'ordre dels clupeïformes.

## Morfologia
- Els mascles poden assolir 25 cm de llargària total.[5][6]

## Depredadors
És depredat per la llampuga (Coryphaena hippurus) i el peix vela del Pacífic (Istiophorus platypterus).

## Distribució geogràfica
Es troba al Golf de Mèxic, el Carib i des de les Índies Occidentals fins al Brasil i el nord d'Uruguai.

## Vàlua comercial
Es comercialitza fresc i en conserva.